# Archipel de Chinijo
L'archipel de Chinijo est un petit archipel appartenant aux îles Canaries et situé au nord de la plus orientale des îles principales, Lanzarote.

## Géographie

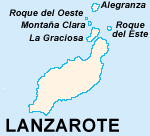
Carte de l'archipel de Chinijo

Il comprend les îles de La Graciosa (la seule habitée), Alegranza, Montaña Clara, Roque del Este et Roque del Oeste.
Administrativement, l'archipel est rattaché à la commune de Teguise située sur l'île voisine de Lanzarote.

## Aire protégée
Depuis 1986, cet archipel est devenu, en même temps que la côte nord de Lanzarote, le Parc naturel de l'archipel de Chinijo. 
En 1994 les oiseaux de cette réserve ont obtenu une protection spéciale supplémentaire par la Réserve marine de La Graciosa et des îlots du nord de Lanzarote.

## Flore et faune
Les représentants importants des quelque 150 espèces d'oiseaux ici comprennent le balbuzard pêcheur, le faucon d'Éléonore et le faucon de Barbarie, le puffin de Scopoli, la pétrel-tempête et le percnoptère.
Certaines espèces endémiques existent dans la flore et la faune de ce parc naturel, 90 pour cent des espèces endémiques de Lanzarote vivant dans l'archipel de Chinijo.
Les eaux de l'archipel de Chinijo ont également été désignées zone de protection spéciale  en 1995 sous le nom de Reserva Marina de Isla Graciosa e Islotes del Norte de Lanzarote, accordée par l'administration des pêches des îles Canaries et le ministère de l'Agriculture, de la Pêche et de l'Alimentation. Les tortues de mer, neuf espèces de baleines et de dauphins et les patelles, entre autres, y sont protégées.
Au niveau européen, l' archipel fait partie des zones protégées du réseau Natura 2000 et au niveau international, il fait partie de la réserve de biosphère de Lanzarote de l'UNESCO depuis 1993.

### Webographie
- Notice dans un dictionnaire ou une encyclopédie généraliste :   - Store norske leksikon